# Karin Wigle-Carleson
Karin Margareta Wigle-Carleson, född 8 mars 1915 i Färgelanda socken, Älvsborgs län, död 27 januari 2005 i Stockholm, var en svensk målare och tecknare.
Hon var dotter till textilingenjören Holger Johnson och Hildur Sofia Johansson och från 1942 gift med arkitekten Cyril Fredrik Carleson. Hon studerade vid Ollers 1941 och Skölds målarskolor i Stockholm 1942 samt vid Académie Julian i Paris 1949. Separat ställde hon ut på Galerie Æsthetica i Stockholm 1954. Hon medverkade bland annat i Nationalmuseums utställning Unga tecknare 1942 och 1947, Sveriges allmänna konstförenings höstsalong i Stockholm 1945 och i Föreningen Svenska Konstnärinnors jubileumsutställning som visades på Konstakademin 1960. Hennes konst består av stilleben och arkitekturmotiv.